# The Dickies
The Dickies est un groupe de punk rock américain, originaire de la vallée de San Fernando, en Californie. Il s'est fait remarquer pour ses versions accélérées de tubes des années 1960 et 1970 comme Nights in White Satin, Paranoid, ou Banana Splits.

## Biographie
The Dickies est l'un des premiers groupes punk rock à émerger à Los Angeles. Ils se forment au début de 1977 pendant la rencontre du guitariste Stan Lee et le bassiste Billy Club à la première tournée américaine de The Damned. Le groupe fait ses débuts scéniques au Whisky a Go Go en septembre la même année. The Dickies est le premier groupe de punk californien à apparaitre à la télévision (C.P.O. Sharkey), et le premier du genre à signer chez une major (A&M Records),.
En 1988, The Dickies écrivent et enregistrent la bande originale du film Killer Klowns from Outer Space, qui fait pour la première fois participer le batteur Cliff Martinez qui jouera avec les Red Hot Chili Peppers, The Weirdos, et Captain Beefheart. Martinez joue avec eux entre 1988 et 1994, et sur des albums comme Second Coming, Locked N' Loaded Live in London, et idjit Savant. En 1990, The Dickies écrivent la chanson du film de Lucas Reiner, Spirit of 76.

## Style musical
Le style musical des Dickies est campy et humoristique, influencé par The Ramones, pour qu'ils ouvraient lors de concerts, en particulier sur la côte est, comme au CBGB au Bowery de New York et au Showplace Dover NJ (1978), avec the Nerds, et Nozon. Grâce à cet événement, le groupe gagne en notoriété sur la scène punk locale. The Dickies sont célèbres au Royaume-Uni, et y atteignent les classements avec leur single Banana Splits (Tra La La Song) en 1979.
La plupart de leurs paroles traitent de la culture sud-californienne, accompagnées de références et de calembours ; par exemple dans des chansons comme Waterslide, I'm a Chollo, Manny, Moe, and Jack, et (I'm Stuck in a Pagoda with) Tricia Toyota. Ils sont aussi connus pour des reprises en punk de chansons rock classiques comme Nights in White Satin des Moody Blues, Paranoid de Black Sabbath, She des Monkees, Eve of Destruction de Barry McGuire, Nobody but Me des Isley Brothers, Pretty Ballerina de The Left Banke, Hair de The Cowsills.

## Discographie

### Albums studio
- 1979 : The Incredible Shrinking Dickies
- 1979 : Dawn of the Dickies
- 1983 : Stukas Over Disneyland
- 1988 : Killer Klowns From Outer Space
- 1989 : Great Dictations (1989) (compilation)
- 1989 : Second Coming
- 1991 : Locked 'N' Loaded Live In London (album live)
- 1994 : Idjit Savant
- 2001 : All This and Puppet Stew

### Singles
- 1978 : Silent Night
- 1978 : Eve of Destruction
- 1978 : Give It Back
- 1979 : Banana Splits (Tra La La Song)
- 1979 : Paranoid
- 1979 : Nights in White Satin
- 1979 : Manny, Moe and Jack
- 1980 : Fan Mail
- 1980 : Gigantor
- 1986 : Killer Klowns
- 1994 : Just Say Yes
- 1994 : Roadkill
- 1996 : Make It So
- 1998 : My Pop the Cop
- 2001 : Free Willy